# 십성 (사주팔자)
육친(六親), 육신(六神), 십신(十神), 또는 십성(十聖)은 사주팔자(四柱八字)에 있어서 두 글자 간의 관계를 말한다. 육친이라는 것은 부모, 배우자, 자녀 등과의 관계를 말한다. 사주팔자에서 흔히 쓰이는 것으로, 기준은 일간(日干), 다시 말해 일주(日柱)에 있는 천간이 된다. 십성은 비견(比肩), 겁재(劫財), 식신(食神), 상관(傷官), 편재(偏財), 정재(正財), 편관(偏官), 정관(正官), 편인(偏印), 정인(正印)을 말하며, 이는 두 개씩 묶어 비겁(比劫), 식상(食傷), 재성(財星), 관성(官星), 인성(印星)으로 구성한다.

## 육친
육친(六親)은 자신과 가장 가까이 있는 여섯 관계, 즉 부(父), 모(母), 형(兄), 제(弟), 처(妻), 자(子)를 말한다. 여섯 가지 요쇼이기 때문에 육신(六神)이라고도 한다. 이때 육친도 오행적 관계를 맺는데, 두 가지 특징이 있다. 바로 모생아(母生我)와 부극처(夫剋妻)이다. 자기 자신은 어머니의 자궁으로부터 나온 것이기 때문에 어머니는 자기 자신을 생하는 것이다. 또한, 전통 사회에 있어서 남성은 여성을 쟁취하고, 가지고 싶어하기 때문에 남성은 여성을 극해서, 남편은 부인을 극한다. 이 원리를 자기 자신에게 접근했을 때, 도표로 정리하면 다음과 같다.
| 관계       | 해당자                                |
| ---------- | ------------------------------------- |
| 동등(同等) | 나, 형제자매, 며느리                  |
| 가생(加生) | 장모, 사위                            |
| 가극(加剋) | 아버지, 부인, 형·제수, 처남·처형·처제 |
| 피극(被剋) | 자식, 올케                            |
| 피생(被生) | 어머니, 장인                          |

| 관계       | 해당자                                          |
| ---------- | ----------------------------------------------- |
| 동등(同等) | 나, 형제자매, 시아버지                          |
| 가생(加生) | 자식                                            |
| 가극(加剋) | 아버지, 시어머니, 매부                          |
| 피극(被剋) | 남편, 형·제부, 며느리, 시아주버니·시누이·시동생 |
| 피생(被生) | 어머니, 사위                                    |

이렇게만 본다면, 애매한 부분이 많이 있을 수 있다. 자기 자신을 생해주시는 분은 어머니이고, 아버지는 어머니를 극하시는 것일 뿐인데, 왜 자기 자신이 아버지를 극하는 일이 생기는 것 등을 말한다. 그러나 이 경우에는 자기 자신이 얻을 재산은 아버지가 얻은 재산보다 더 많을 거라는 점에서 아극부(我剋父)가 된다. 이렇듯이 상생-상극 관계를 기반으로 삼아 육친 관계를 만든다면, 위에 있는 차트와 같이 나오지, 이게 절대적인 것은 아니다.
또한, 남성의 오행적 육친 관계와 여성의 오행적 육친 관계는 차이가 많은데, 이는 모생아(母生我), 부극처(夫剋妻)의 특징이 있기 때문에 위와 같은 결과가 나온다.

## 십성
모든 만물은 양(陽)과 음(陰)으로 나누고 양과 음은 다시 오행(五行)으로 나뉘어진다. 오행을 구성하는 각각의 요소는 서로 생하고 극한다. 오행은 또 다시 양의 기운과 음의 기운으로 나뉘어져 총 10개의 요소로 구성되고, 그 10개의 요소는 상생·상극 관계를 구성하게 되는데, 이것이 바로 십성(十聖)이다. 십성은 십신(十神)이라고도 한다. 십성에 해당하는 10가지 관계에 대한 설명은 아래와 같다.
- 비견(比肩) : 한자를 뜻풀이하면, '어깨를 맞추다.', '어깨를 나란히 하다.'라는 뜻이며, 자기 자신과 아주 동등한 존재이다. 일간과 오행과 음양이 같으면 비견이다.
- 겁재(劫財) : 한자를 뜻풀이하면, '재물을 위협하다.'라는 뜻이며, '겁재'라는 말 또한, 정재를 극한다는 뜻이다. 따라서 동등한 관계에 있어서 재물을 위해 경쟁을 펼치는 존재이다. 일간과 오행은 같지만, 음양이 다르면 겁재이다.
- 식신(食神) : 한자를 뜻풀이하면, '음식의 신'이라는 뜻이며, 이는 곧, 먹을 수 있는 기회가 많아진다는 뜻으로, 자신에게 다가오는 기회를 누릴 수 있다는 것이다. 일간이 생하는 오행이고, 음양이 같으면 식신이다.
- 상관(傷官) : 한자를 뜻풀이하면, '벼슬이 상하다.', '벼슬을 상하게 하다.'라는 뜻이며, '상관'이라는 말 또한, 정관을 극한다는 뜻이다. 따라서 벼슬을 떠나 자신의 재능을 뽐낼 수 있다는 것이다. 일간이 생하는 오행이고, 음양이 다르면 상관이다.
- 편재(偏財) : 한자를 뜻풀이하면, '한쪽으로 치우친 재물'이라는 뜻이며, 이는 재물을 한쪽에 몰아서 사용하다는 뜻이다. 일간이 극하는 오행이고, 음양이 같으면 편재이다.
- 정재(正財) : 한자를 뜻풀이하면, '올바른 재물'이라는 뜻이며, 이는 재물을 골고루, 제대로 활용하다는 뜻이다. 일간이 극하는 오행이고, 음양이 다르면 정재이다.
- 편관(偏官) : 한자를 뜻풀이하면, '한쪽으로 치우친 벼슬'이라는 뜻이며, 이는 한쪽으로 몰아 집중적으로 일을 처리하다는 뜻이다. 일간을 극하는 오행이고, 음양이 같으면 편관이다.
- 정관(正官) : 한자를 뜻풀이하면, '올바른 벼슬'이라는 뜻이며, 이는 계획적으로 일을 처리하다는 뜻이다. 일간을 극하는 오행이고, 음양이 다르면 정관이다.
- 편인(偏印) : 한자를 뜻풀이하면, '한쪽으로 치우친 확인'이라는 뜻이며, 이는 신뢰로 인한 자신감과 같은 존재이다. 일간을 생하는 오행이고, 음양이 같으면 편인이다.
- 정인(正印) : 한자를 뜻풀이하면, '올바른 확인'이라는 뜻이며, 이는 삶을 바르게 살려고 하는 존재이다. 일간을 생하는 오행이고, 음양이 다르면 정인이다.

십성의 유형을 판단하는 기준은 일간(日干)이다. 일간은 사주팔자에 있어서 자기 자신의 위치이기 때문에 십성을 볼 때는 자기 자신이 위치한 일간을 기준으로 삼는다. 십성의 유형을 판단하는 방식은 다음과 같다.
| 종류 | 오행 관계 | 음양 관계 |
| ---- | --------- | --------- |
| 비견 | 동일      | 같음      |
| 겁재 | 동일      | 다름      |
| 식신 | 가생      | 같음      |
| 상관 | 가생      | 다름      |
| 편재 | 가극      | 같음      |
| 정재 | 가극      | 다름      |
| 편관 | 피극      | 같음      |
| 정관 | 피극      | 다름      |
| 편인 | 피생      | 같음      |
| 정인 | 피생      | 다름      |

십성 관계를 천간과 지지로 보면 다음과 같다.
| 일간 | 甲   | 乙   | 丙   | 丁   | 戊   | 己   | 庚   | 辛   | 壬   | 癸   |
| ---- | ---- | ---- | ---- | ---- | ---- | ---- | ---- | ---- | ---- | ---- |
| 甲   | 비견 | 겁재 | 식신 | 상관 | 편재 | 정재 | 편관 | 정관 | 편인 | 정인 |
| 乙   | 겁재 | 비견 | 상관 | 식신 | 정재 | 편재 | 정관 | 편관 | 정인 | 편인 |
| 丙   | 편인 | 정인 | 비견 | 겁재 | 식신 | 상관 | 편재 | 정재 | 편관 | 정관 |
| 丁   | 정인 | 편인 | 겁재 | 비견 | 상관 | 식신 | 정재 | 편재 | 정관 | 편관 |
| 戊   | 편관 | 정관 | 편인 | 정인 | 비견 | 겁재 | 식신 | 상관 | 편재 | 정재 |
| 己   | 정관 | 편관 | 정인 | 편인 | 겁재 | 비견 | 상관 | 식신 | 정재 | 편재 |
| 庚   | 편재 | 정재 | 편관 | 정관 | 편인 | 정인 | 비견 | 겁재 | 식신 | 상관 |
| 辛   | 정재 | 편재 | 정관 | 편관 | 정인 | 편인 | 겁재 | 비견 | 상관 | 식신 |
| 壬   | 식신 | 상관 | 편재 | 정재 | 편관 | 정관 | 편인 | 정인 | 비견 | 겁재 |
| 癸   | 상관 | 식신 | 정재 | 편재 | 정관 | 편관 | 정인 | 편인 | 겁재 | 비견 |

| 일간 | 子   | 丑   | 寅   | 卯   | 辰   | 巳   | 午   | 未   | 申   | 酉   | 戌   | 亥   |
| ---- | ---- | ---- | ---- | ---- | ---- | ---- | ---- | ---- | ---- | ---- | ---- | ---- |
| 甲   | 정인 | 정재 | 비견 | 겁재 | 편재 | 식신 | 상관 | 정재 | 편관 | 정관 | 편재 | 편인 |
| 乙   | 편인 | 편재 | 겁재 | 비견 | 정재 | 상관 | 식신 | 편재 | 정관 | 편관 | 정재 | 정인 |
| 丙   | 정관 | 상관 | 편인 | 정인 | 식신 | 비견 | 겁재 | 상관 | 편재 | 정재 | 식신 | 편관 |
| 丁   | 편관 | 식신 | 정인 | 편인 | 상관 | 겁재 | 비견 | 식신 | 정재 | 편재 | 상관 | 정관 |
| 戊   | 정재 | 겁재 | 편관 | 정관 | 비견 | 편인 | 정인 | 겁재 | 식신 | 상관 | 비견 | 편재 |
| 己   | 편재 | 비견 | 정관 | 편관 | 겁재 | 정인 | 편인 | 비견 | 상관 | 식신 | 겁재 | 정재 |
| 庚   | 상관 | 정인 | 편재 | 정재 | 편인 | 편관 | 정관 | 정인 | 비견 | 겁재 | 편인 | 식신 |
| 辛   | 식신 | 편인 | 정재 | 편재 | 정인 | 정관 | 편관 | 편인 | 겁재 | 비견 | 정인 | 상관 |
| 壬   | 겁재 | 정관 | 식신 | 상관 | 편관 | 편재 | 정재 | 정관 | 편인 | 정인 | 편관 | 비견 |
| 癸   | 비견 | 편관 | 상관 | 식신 | 정관 | 정재 | 편재 | 편관 | 정인 | 편인 | 정관 | 겁재 |

## 같이 보기
- 사주팔자
- 십이운성